# Ryegate (Vermont)
Ryegate – miasto w Stanach Zjednoczonych, w stanie Vermont, w hrabstwie Caledonia.